# Cabezabellosa de la Calzada
Cabezabellosa de la Calzada là một đô thị ở tỉnh Salamanca, phía tây Tây Ban Nha, cộng đồng tự trị Castile-Leon. Đô thị này có cự ly 23 kilômét so với thành phố tỉnh lỵ Salamanca và có dân số 122 người.
Đô thị này nằm ở khu vực có độ cao 856 mét trên mực nước biển.
Mã số bưu chính là 37490.